# غاريقون غمدي
غاريقون غمدي (الاسم العلمي: Agaricus vaginatus) هو نوع الفطريات يتبع جنس الغاريقون من الفصيلة الغاريقونية.